# Louis De Geer (1622–1695)
Louis De Geer (ur. 1622, zm. 1695) – holenderski finansista i handlarz działający w Szwecji.
Jego ojcem był Louis De Geer (1587–1652) „ojciec szwedzkiego przemysłu”.